# 政池洋佑
政池 洋佑（まさいけ ようすけ、1983年7月26日 - ）は、日本の脚本家、構成作家。

## 人物
愛知県立天白高校卒業。法政大学社会学部卒業。株式会社USENに就職後、脱サラして脚本家・構成作家になり、金子ありさ、石原武龍に師事した。
2012年、「第3回TBS連ドラ・シナリオ大賞」入選。2020年、脚本を担当した『スナイパー時村正義の働き方改革』は、2020年「日本民間放送連盟賞」のテレビドラマ番組部門において最優秀賞を受賞。令和2年度、「文化庁芸術祭賞」のテレビ・ドラマ部門でも優秀賞を受賞した。ドラマ『クロちゃんずラブ〜やっぱり、愛だしん〜』で第ATP賞テレビグランプリ奨励賞を受賞。
脚本を担当した『ハケンアニメ!』が「第46回日本アカデミー賞」優秀作品賞、優秀脚本賞、「第35回日刊スポーツ映画大賞」作品賞、「第14回TAMA映画賞」最優秀賞、「第44回ヨコハマ映画祭」・審査員特別賞を受賞している。

## 作品

### テレビドラマ
- マッサージ探偵ジョー（2017年4月9日 - 7月2日、テレビ東京）[6]
- ミス・シャーロック/Miss Sherlock（2018年4月27日 - 6月15日、Hulu）[6]
- 警視庁ゼロ係〜生活安全課なんでも相談室〜 THIRD SEASON 第4話（2018年8月24日、テレビ東京）[7]
- 天 天和通りの快男児（2018年10月4日 - 12月20日、テレビ東京）[6]
- 神酒クリニックで乾杯を（2019年1月12日 - 3月30日、BSテレビ東京）[6]
- 絶対正義（2019年2月2日 - 3月24日、東海テレビ放送）[8]
- ミナミの帝王ZERO（2019年4月26日 - 6月28日、関西テレビ放送）[6]
- 死役所（2019年10月17日 - 12月19日、テレビ東京）[6]
- ミリオンジョー（2019年10月10日 - 12月26日、テレビ東京）[6]
- スナイパー時村正義の働き方改革（2020年3月12日 - 3月26日、CBCテレビ）[6]
- レンタルなんもしない人（2020年4月9日 - 10月1日、テレビ東京）[6]
- ふろがーる!（2020年7月16日 - 8月20日、テレビ東京）[6]
- あとかたの街〜12歳の少女が見た戦争〜（2020年8月14日、NHK BSプレミアム）[9]
- あのコの夢を見たんです。（2020年10月3日 - 12月19日、テレビ東京）[6]
- 江戸モアゼル（2021年1月7日 - 3月11日、日本テレビ）[6]
- 3Bの恋人〜付き合ってはいけない職業男子との恋遊戯〜（2021年1月10日 - 3月14日、朝日放送）[6]
- ゲキカラドウ（2021年1月7日 - 3月25日、テレビ東京）[6]
- DIVE!!（2021年4月15日 - 7月1日、テレビ東京）[6]
- ドラマ「家、ついて行ってイイですか?」（2021年8月14日 - 9月25日、テレビ東京）[6]
- ちらん〜特攻兵の幸福食堂〜（2021年8月11日、NHK BSプレミアム）[10]
- 寂しい丘で狩りをする（2022年4月23日、テレビ東京）[6]
- 晩酌の流儀（2022年7月2日 - 8月20日、テレビ東京）
- ZIP! 朝ドラマ「クレッシェンドで進め」（2022年10月17日 - 12月16日、日本テレビ）
- ギルガメッシュFIGHT（2022年12月25日 - 2023年1月29日、Paravi）
- 晩酌の流儀 年末スペシャル（2022年12月31日、テレビ東京）
- 今野敏サスペンス 機捜235×強行犯係 樋口顕 第4話「機捜VS.伝説の詐欺師 5千万円大争奪戦!」（2023年2月17日、テレビ東京）
- アカイリンゴ（2023年1月23日 - 3月27日、朝日放送）
- 俺の美女化が止まらない!?（2023年2月1日 - 2月22日、Paravi / 4月6日 - 5月25日、テレビ東京）
- クロちゃんずラブ〜やっぱり、愛だしん〜（2023年3月22日 - 3月25日、Paravi）
- ゲキカラドウ2（2023年4月7日 - 6月23日、テレビ東京）
- シガテラ（2023年4月8日 - 6月24日、テレビ東京）
- 春は短し恋せよ男子。（2023年4月25日 - 6月27日、日本テレビ）
- 晩酌の流儀2（2023年7月8日 - 9月23日、テレビ東京）
- 秀吉、スタートアップ企業で働く（2023年9月9日、テレビ愛知）
- ハコビヤ（2024年1月13日 - 3月2日、テレビ東京）
- スパイの人事部（2024年3月11日 - 3月25日、CBCテレビ）
- ミス・ターゲット（2024年4月21日 - 6月16日、朝日放送・テレビ朝日）
- 晩酌の流儀3（2024年6月29日 - 9月21日、テレビ東京）
- 欽ちゃんのスミちゃん 〜萩本欽一を愛した女性〜（2024年8月31日、日本テレビ）≪24時間テレビスペシャルドラマ≫
- 日本一の最低男 ※私の家族はニセモノだった（2025年1月9日 - 3月20日、フジテレビ）
- ススキノ・インターン～マーケ学生ユキナの、スナック立て直し記～（2025年3月23日 - 3月31日、HTB北海道テレビ）
- ゲレンデ飯（2025年4月9日 - 4月23日、MBS・TBS）
- あやしいパートナー（2025年4月29日 - 、MBS・TBS）
- 晩酌の流儀４（2025年6月27日 - テレビ東京）
- 浅草ラスボスおばあちゃん（2025年7月5日 - 東海テレビ・フジテレビ）

### 映画
- ハケンアニメ!（2022年5月20日）[11] - 脚本
- お嬢と番犬くん（2025年3月14日）[12] - 脚本
- 6人ぼっち（2025年5月2日）[13] - 企画・脚本
- WIND BREAKER／ウィンドブレイカー - 脚本

### ラジオドラマ
- 監視員しおりは座らない（2023年3月2日 - 4月27日、ニッポン放送）[11]

### 広告ドラマ
- ねお、町長になる ～徳之島の天城町をバズらせろ！（2021年、YouTube）「映文連アワード2022」優秀作品賞（準グランプリ）
- マッチングアプリでイタリア人と付き合ったらすごかった件１、２（2023年、2024年、TikTok）